# Ґжемби
Ґжемби (пол. Grzęby) — село в Польщі, у гміні Сведзебня Бродницького повіту Куявсько-Поморського воєводства.
Населення — 215 осіб (2011).
У 1975-1998 роках село належало до Торунського воєводства.

## Демографія
Демографічна структура станом на 31 березня 2011 року:
|          | Загалом | Допрацездатний вік | Працездатний вік | Постпрацездатний вік |
| -------- | ------- | ------------------ | ---------------- | -------------------- |
| Чоловіки | 107     | 37                 | 64               | 6                    |
| Жінки    | 108     | 19                 | 70               | 19                   |
| Разом    | 215     | 56                 | 134              | 25                   |